# Ralph M. Wiltgen
Ralph Wiltgen (ur. 1921 w Chicago, zm. 2007) – kapłan katolicki (werbista), historyk Kościoła i dziennikarz.

## Życiorys
W 1938 wstąpił do zakonu Zgromadzenia Słowa Bożego, gdzie w 1950 przyjął święcenia kapłańskie. Jest autorem książek o historii misji Kościoła katolickiego w Oceanii. Podczas obrad soboru watykańskiego II utworzył i stał na czele biura „Divine Word News Service” (3100 abonentów w 108 państwach). Było to spowodowane krytyką działalności Biura Prasowego Watykanu. Napisał książkę poświęconą soborowi pt. „Ren wpada do Tybru”.